# Niergnies
Niergnies est une commune française située dans le département du Nord, en région Hauts-de-France.

## Géographie

### Communes limitrophes
| Cambrai                                     |           | Awoingt                 |
|                                             | Niergnies |                         |
| Rumilly-en-Cambrésis Crèvecœur-sur-l'Escaut |           | Séranvillers-Forenville |

### Hydrographie
La commune est située dans le bassin Artois-Picardie. Elle n'est drainée par aucun cours d'eau,.

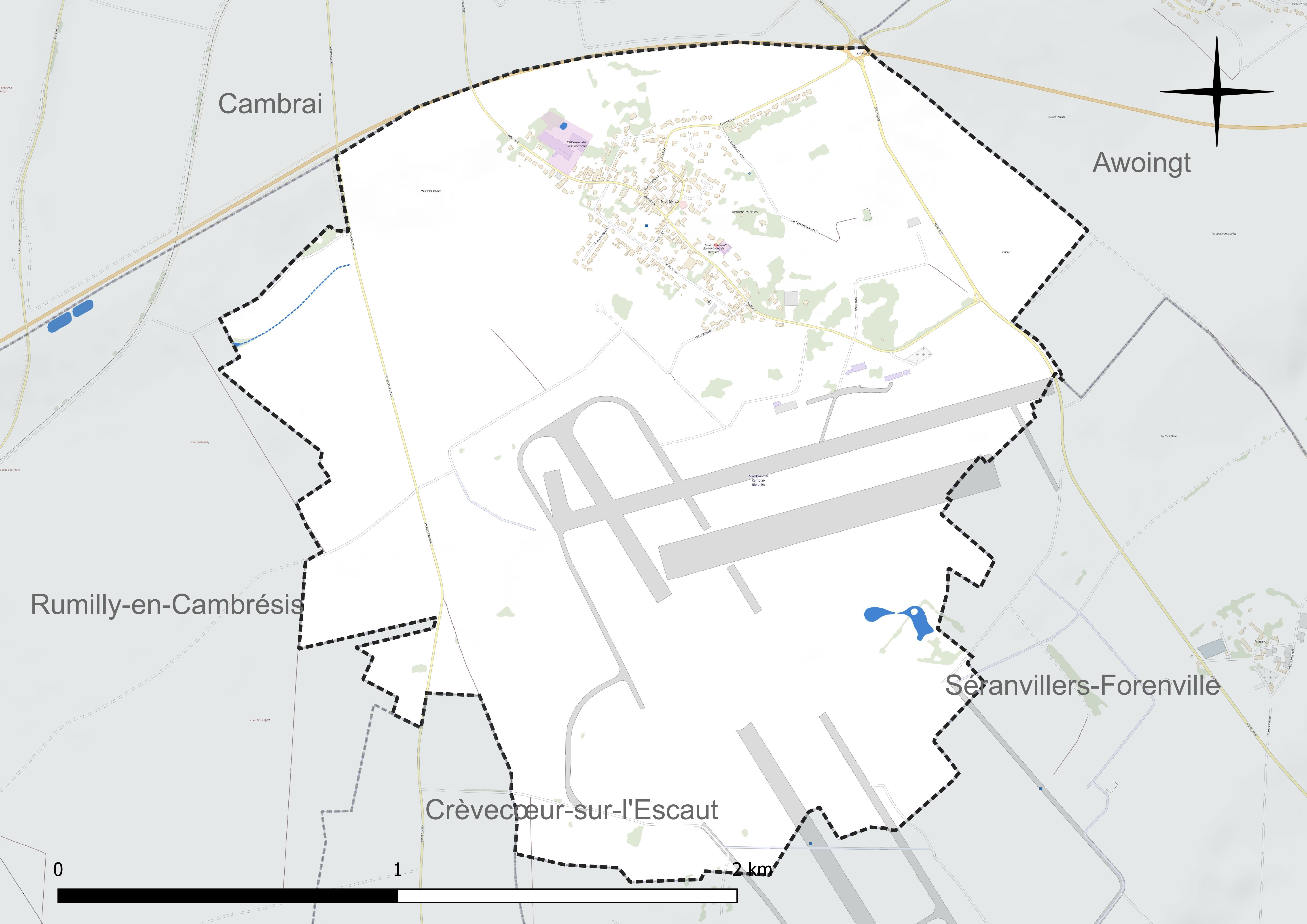
Réseau hydrographique de Niergnies.

### Climat
Pour des articles plus généraux, voir Climat des Hauts-de-France et Climat du Nord.
En 2010, le climat de la commune est de type climat océanique dégradé des plaines du Centre et du Nord, selon une étude du CNRS s'appuyant sur une série de données couvrant la période 1971-2000. En 2020, Météo-France publie une typologie des climats de la France métropolitaine dans laquelle la commune est exposée à un climat océanique et est dans la région climatique  Nord-est du bassin Parisien, caractérisée par un ensoleillement médiocre, une pluviométrie moyenne régulièrement répartie au cours de l'année et un hiver froid (3 °C). 
Pour la période 1971-2000, la température annuelle moyenne est de 10,1 °C, avec une amplitude thermique annuelle de 14,8 °C. Le cumul annuel moyen de précipitations est de 707 mm, avec 11,4 jours de précipitations en janvier et 8,9 jours en juillet. Pour la période 1991-2020, la température moyenne annuelle observée sur la station météorologique la plus proche, située sur la commune d'Épehy à 18 km à vol d'oiseau, est de 10,6 °C et le cumul annuel moyen de précipitations est de 752,8 mm,. Pour l'avenir, les paramètres climatiques de la commune estimés pour 2050 selon différents scénarios d'émission de gaz à effet de serre sont consultables sur un site dédié publié par Météo-France en novembre 2022.

## Urbanisme

### Typologie
Au 1er janvier 2024, Niergnies est catégorisée ceinture urbaine, selon la nouvelle grille communale de densité à sept niveaux définie par l'Insee en 2022.
Elle est située hors unité urbaine. Par ailleurs la commune fait partie de l'aire d'attraction de Cambrai, dont elle est une commune de la couronne,. Cette aire, qui regroupe 64 communes, est catégorisée dans les aires de 50 000 à moins de 200 000 habitants,.

### Occupation des sols
L'occupation des sols de la commune, telle qu'elle ressort de la base de données européenne d'occupation biophysique des sols Corine Land Cover (CLC), est marquée par l'importance des territoires artificialisés (50,2 % en 2018), en diminution par rapport à 1990 (53,9 %). La répartition détaillée en 2018 est la suivante : 
terres arables (49,8 %), zones industrielles ou commerciales et réseaux de communication (41,2 %), zones urbanisées (9 %). L'évolution de l'occupation des sols de la commune et de ses infrastructures peut être observée sur les différentes représentations cartographiques du territoire : la carte de Cassini (XVIIIe siècle), la carte d'état-major (1820-1866) et les cartes ou photos aériennes de l'IGN pour la période actuelle (1950 à aujourd'hui).

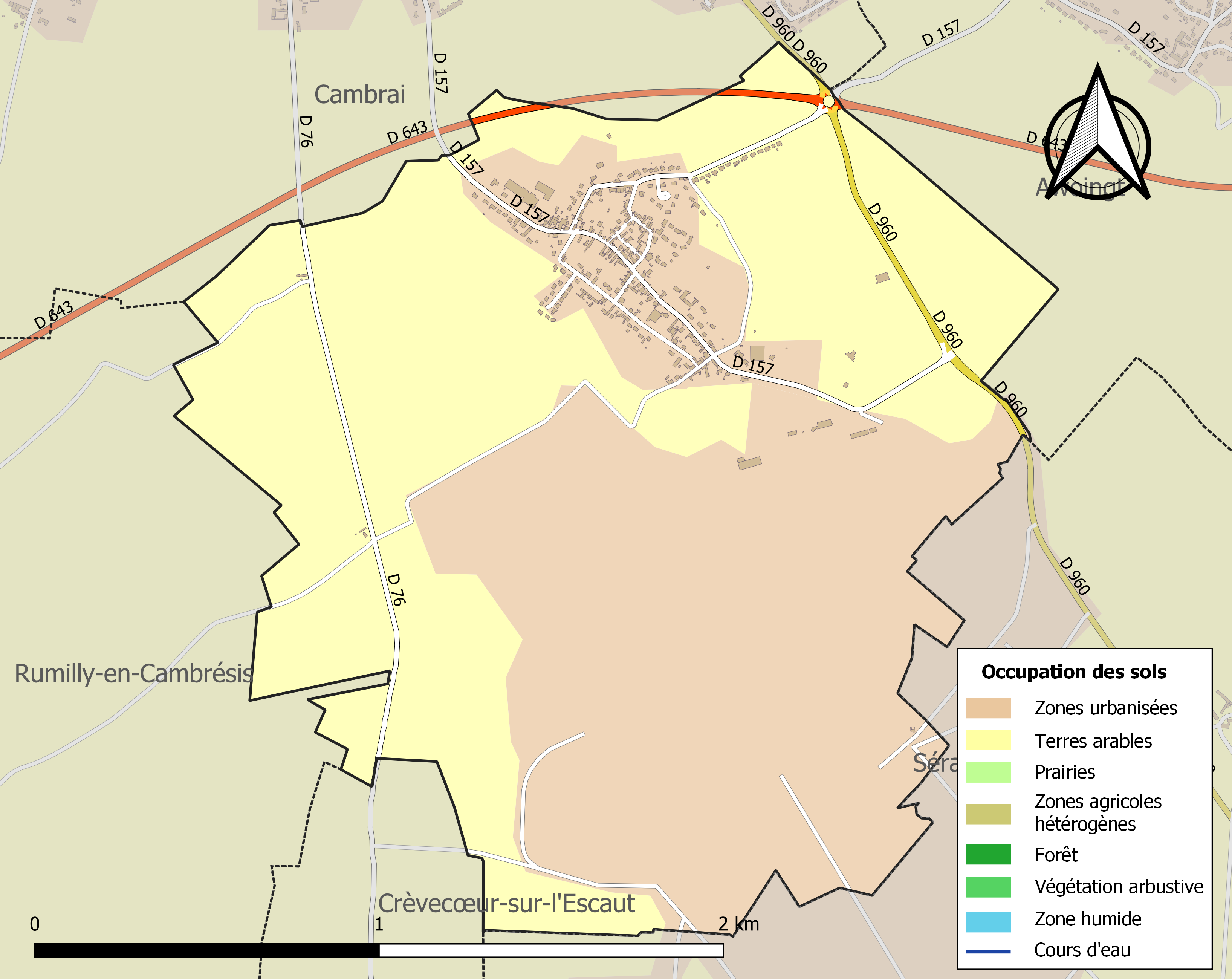
Carte des infrastructures et de l'occupation des sols de la commune en 2018 (CLC).

### Voies de communication et transports
La commune est desservie par le réseau de transports urbains de la Communauté d'agglomération de Cambrai appelé TUC (Transports Urbains du Cambrésis), par la ligne 12,.

## Histoire
Niergnies était l'une des 12 pairies du Cambrésis. On le retrouve en 1096 sous le nom de Raignerüs et en 1119 sous celui de Sylva de Nereio. Tiré du bas latin Nero, il désigne une forêt près d'une source d'eau noire. En janvier 1339, Rainier, seigneur de ce lieu, accorde une loi aux habitants, loi dont on possède encore le texte original en français. La terre de Niergnies devint par achat la propriété de l'église Notre-Dame de Cambrai et la restera jusqu'en 1789. Niergnies avait un fort défendu par quatre boulevards. Il fut occupé par les troupes bourgeoises de Valenciennes pendant le siège de Cambrai par les Espagnols en août 1595. De ce fort, partirent les deux premiers coups de canon dans l'attaque contre Cambrai. On signale une grêle énorme qui ravagea le territoire le 19 mai 1811. En octobre 1918 eut lieu la bataille de Niergnies qui vit l'affrontement des Mark IV de fabrication anglaise montés d'un côté par des Britanniques et de l'autre par des Allemands.
La centrale solaire photovoltaïque de Niergnies-Séranvillers-Forenville est inaugurée totalement achevée le 21 septembre 2021, elle est très majoritairement située sur le finage de Séranvillers-Forenville.

## Politique et administration

### Liste des maires
Maire de 1802 à 1807 : Amand Demailly,.

Maire en 1881 : Masclet (au bénéfice de l'âge).
| Période                                  | Période      | Identité                                                  | Étiquette | Qualité                                                  |
| ---------------------------------------- | ------------ | --------------------------------------------------------- | --------- | -------------------------------------------------------- |
| Les données manquantes sont à compléter. |              |                                                           |           |                                                          |
| mars 1959                                | mars 1995    | Cyrille Lefebvre                                          |           | Maire honoraire depuis 2001                              |
| mars 2001                                | 14 août 2008 | Jean-Marie Dubaille                                       |           | Réélu pour le mandat 2008-2014 Décédé en cours de mandat |
| 26 septembre 2008                        | mars 2014    | Christian Lozé                                            |           |                                                          |
| mars 2014                                | En cours     | Marjorie Gosselet-Cambrai Réélue pour le mandat 2020-2026 | LR        |                                                          |

### Politique environnementale
La protection et la mise en valeur de l'environnement font partie des compétences optionnelles de la communauté d'agglomération de Cambrai.

## Population et société

### Démographie

#### Évolution démographique
L'évolution du nombre d'habitants est connue à travers les recensements de la population effectués dans la commune depuis 1793. Pour les communes de moins de 10 000 habitants, une enquête de recensement portant sur toute la population est réalisée tous les cinq ans, les populations de référence des années intermédiaires étant quant à elles estimées par interpolation ou extrapolation. Pour la commune, le premier recensement exhaustif entrant dans le cadre du nouveau dispositif a été réalisé en 2006.

En 2022, la commune comptait 511 habitants, en évolution de +0,2 % par rapport à 2016 (Nord : +0,51 %, France hors Mayotte : +2,11 %).
| 1793 | 1800 | 1806 | 1821 | 1831 | 1836 | 1841 | 1846 | 1851 |
| ---- | ---- | ---- | ---- | ---- | ---- | ---- | ---- | ---- |
| 332  | 222  | 374  | 417  | 439  | 471  | 524  | 571  | 560  |

| 1856 | 1861 | 1866 | 1872 | 1876 | 1881 | 1886 | 1891 | 1896 |
| ---- | ---- | ---- | ---- | ---- | ---- | ---- | ---- | ---- |
| 558  | 575  | 578  | 549  | 573  | 593  | 592  | 561  | 557  |

| 1901 | 1906 | 1911 | 1921 | 1926 | 1931 | 1936 | 1946 | 1954 |
| ---- | ---- | ---- | ---- | ---- | ---- | ---- | ---- | ---- |
| 544  | 546  | 491  | 349  | 412  | 412  | 404  | 293  | 304  |

| 1962 | 1968 | 1975 | 1982 | 1990 | 1999 | 2006 | 2011 | 2016 |
| ---- | ---- | ---- | ---- | ---- | ---- | ---- | ---- | ---- |
| 347  | 362  | 434  | 446  | 510  | 500  | 504  | 495  | 510  |

| 2021 | 2022 | - | - | - | - | - | - | - |
| ---- | ---- | - | - | - | - | - | - | - |
| 512  | 511  | - | - | - | - | - | - | - |

#### Pyramide des âges
En 2018, le taux de personnes d'un âge inférieur à 30 ans s'élève à 28,7 %, soit en dessous de la moyenne départementale (39,5 %). À l'inverse, le taux de personnes d'âge supérieur à 60 ans est de 27,3 % la même année, alors qu'il est de 22,5 % au niveau départemental.
En 2018, la commune comptait 258 hommes pour 259 femmes, soit un taux de 50,1 % de femmes, légèrement inférieur au taux départemental (51,77 %).
Les pyramides des âges de la commune et du département s'établissent comme suit.
| Hommes | Classe d’âge | Femmes |
| ------ | ------------ | ------ |
| 0,0    | 90 ou +      | 0,0    |
| 5,2    | 75-89 ans    | 7,6    |
| 22,8   | 60-74 ans    | 19,0   |
| 26,8   | 45-59 ans    | 27,5   |
| 16,8   | 30-44 ans    | 17,0   |
| 13,7   | 15-29 ans    | 11,3   |
| 14,7   | 0-14 ans     | 17,7   |

| Hommes | Classe d’âge | Femmes |
| ------ | ------------ | ------ |
| 0,5    | 90 ou +      | 1,4    |
| 5,3    | 75-89 ans    | 8,1    |
| 14,8   | 60-74 ans    | 16,2   |
| 19,1   | 45-59 ans    | 18,4   |
| 19,5   | 30-44 ans    | 18,7   |
| 20,7   | 15-29 ans    | 19,1   |
| 20,2   | 0-14 ans     | 18     |

## Culture locale et patrimoine

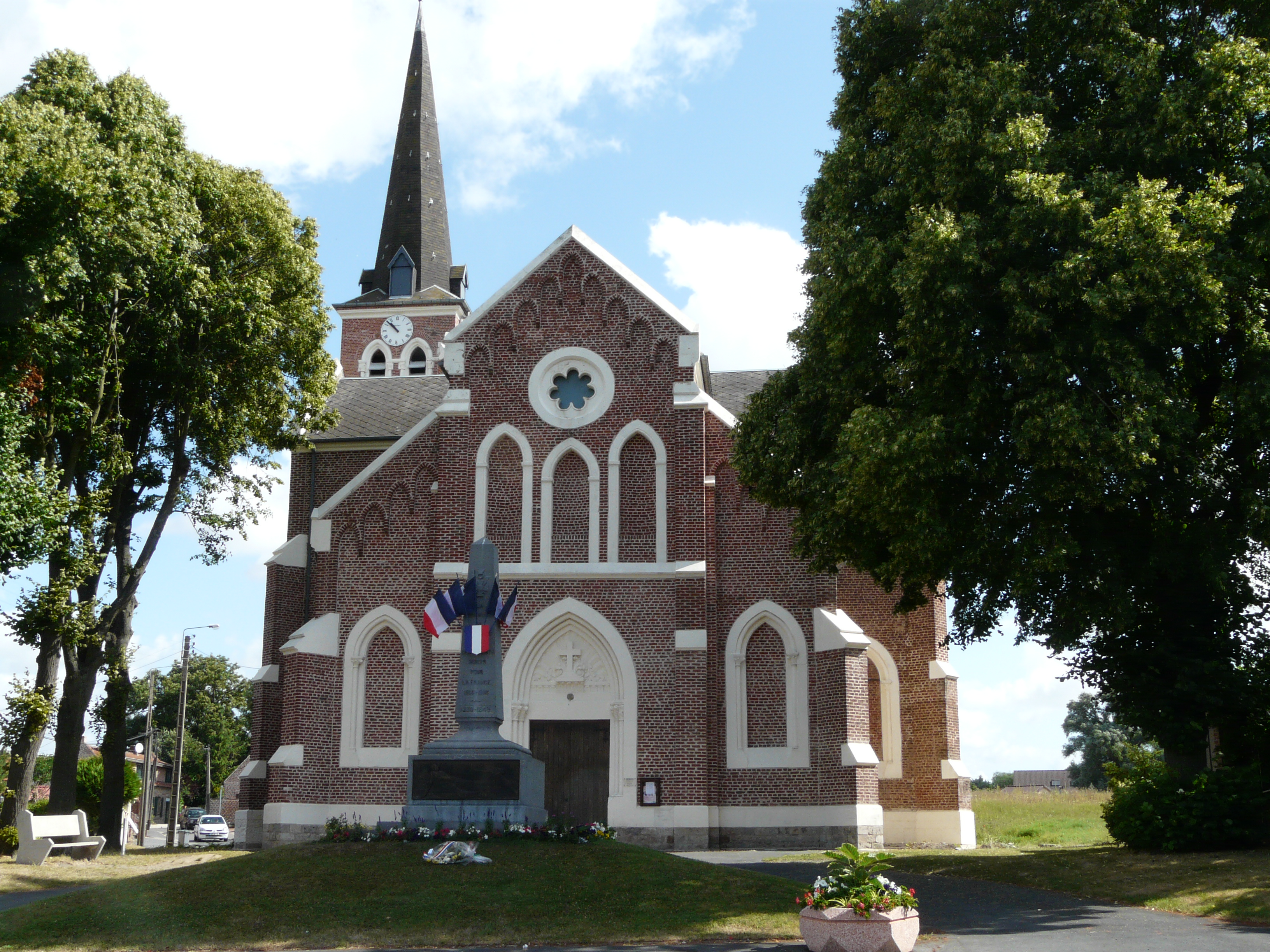
L'église Saint-Nicolas.

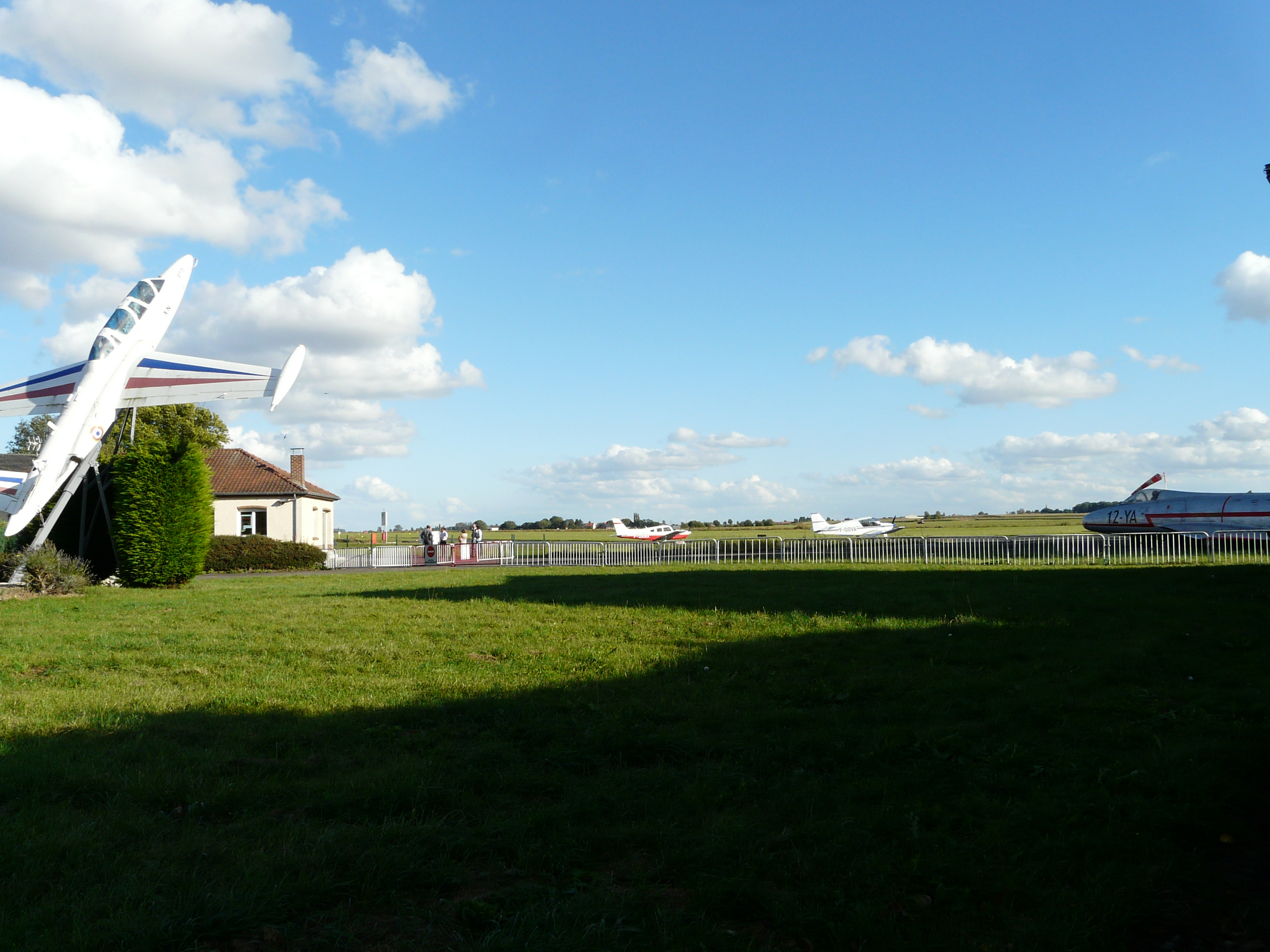
L'aéroclub Louis-Blériot.

### Lieux et monuments
- L'église Saint-Nicolas de Niergnies fait partie de la paroisse Saint-Joseph en Cambrésis de l'archidiocèse de Cambrai[29].
- L'aéroclub Louis-Blériot.

### Héraldique
| Blason de Niergnies | Blason  | De sinople au mouton d'argent.                                     |
| Blason de Niergnies | Détails |                                                                    |
| Blason de Niergnies | Alias   | De sable fretté d'argent. Eugène Bouly donne un autre blasonnement |